# Bhawan Bahadur Nagar
Bhawan Bahadur Nagar è una suddivisione dell'India, classificata come nagar panchayat, di 9.327 abitanti, situata nel distretto di Bulandshahr, nello stato federato dell'Uttar Pradesh. In base al numero di abitanti la città rientra nella classe V (da 5.000 a 9.999 persone).

## Geografia fisica
La città è situata a 28° 39' 15 N e 77° 57' 22 E.

## Società

### Evoluzione demografica
Al censimento del 2001 la popolazione di Bhawan Bahadur Nagar assommava a 9.327 persone, delle quali 4.955 maschi e 4.372 femmine. I bambini di età inferiore o uguale ai sei anni assommavano a 1.437, dei quali 790 maschi e 647 femmine. Infine, coloro che erano in grado di saper almeno leggere e scrivere erano 5.574, dei quali 3.579 maschi e 1.995 femmine.